# Christian Hee Hwass

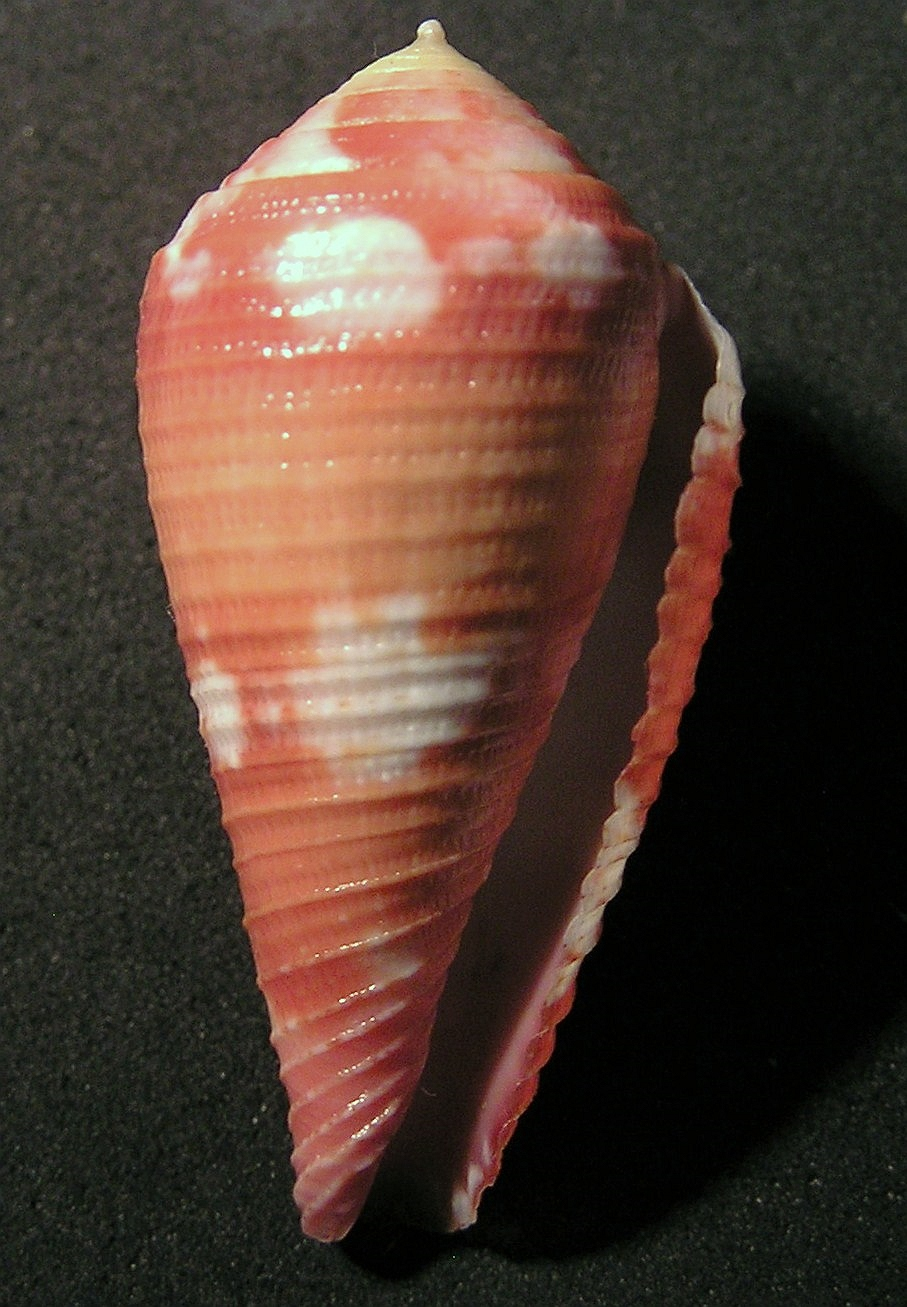
Conus pertusus Hwass in Bruguière, 1792.

Christian Hee Hwass est un conchyliologiste danois, né en 1731 et mort en 1803.

## Biographie
À la tête d’une riche fortune, la collection de coquillages de Hwass était réputée. Il passe l’essentiel de sa vie en France, d’abord à Paris à partir de 1780, puis à Auteuil à partir de 1794.
Sa collection lui sert de base à une importante monographie qui paraît dans l’Encyclopédie méthodique en 1792. Bien que Hwass en soit le véritable auteur, on attribue généralement cette publication à Jean-Guillaume Bruguière (1750-1798), un ami proche de Hwass.
De nombreux scientifiques, comme Lamarck (1744-1829), viennent utiliser sa collection pour leurs propres publications. Il aide également Heinrich Christian Friedrich Schumacher (1757-1830), son compatriote, lorsque celui-ci séjourne à Paris.

## Espèces deConusétudiées par Hwass
- Conus abbas, sous le nom de Cylinder abbas
- Conus arenatus, sous le nom de Puncticulis arenatus
- Conus aurantius, sous le nom de Tenorioconus aurantius
- Conus aureus, sous le nom de Cylinder aureus
- Conus auricomus, sous le nom de Darioconus auriconus
- Conus bandanus, sous le nom de Conus marmoreus bandanus
- Conus cancellatus, sous le nom de Conasprelloides cancellatus
- Conus canonicus, sous le nom de Cylinder canonicus
- Conus catus, sous le nom de Pionoconus catus
- Conus cinereus, sous le nom de Phasmoconus cinereus
- Conus classiarius
- Conus curassaviensis, sous le nom de Tenorioconus classiarius
- Conus daucus, sous le nom de Dauciconus daucus
- Conus ferrugineus
- Conus fumigatus, sous le nom de Rhizoconus fumigatus
- Conus glans
- Conus gubernator
- Conus guinaicus, sous le nom de Lautoconus guinaicus
- Conus hyaena
- Conus janus
- Conus litoglyphus
- Conus lividus
- Conus magellanicus
- Conus malacanus
- Conus mediterraneus
- Conus miliaris
- Conus mindanus
- Conus mitratus
- Conus monile
- Conus mozambicus
- Conus mus
- Conus musicus
- Conus mustelinus, sous le nom de Rhizoconus mustelinus
- Conus namocanus
- Conus nimbosus
- Conus omaria
- Conus pertusus, sous le nom de Rhizoconus pertusus
- Conus pulicarius
- Conus puncticulatus
- Conus pusio
- Conus rattus
- Conus sponsalis
- Conus sulcatus
- Conus sumatrensis
- Conus suratensis
- Conus taeniatus, sous le nom de Miliariconus taeniatus
- Conus taitensis
- Conus timorensis
- Conus tinianus
- Conus venulatus
- Conus vittatus
- Conus zonatus, sous le nom de Rhombiconus zonatus